# Henry Petre
Henry Aloysius Petre DSO MC (Ingatestone, 12 de junho de 1884 – Londres, 24 de abril de 1962) foi um advogado inglês que se tornou no primeiro aviador militar da Austrália e foi membro fundador do Australian Flying Corps (AFC), o predecessor da Real Força Aérea Australiana (RAAF).
Nascido em Essex, Petre abandonou a sua carreira jurídica que ainda estava no início para perseguir o seu interesse pela aviação, construir o seu próprio avião e conseguir um emprego como designer e piloto de aeronaves. Em 1912, ele respondeu ao apelo do Departamento de Defesa da Austrália que recrutava pilotos voluntários para a formação de uma escola de aviação, e assim foi incorporado como tenente nas Forças Militares Australianas. No ano seguinte, ele escolheu o local da primeira base aérea do país em Point Cook, Victoria, e estabeleceu a sua instituição de instrução inaugural, a Escola de Voo Central da RAAF, com Eric Harrison.
Logo após a eclosão da Primeira Guerra Mundial, Petre foi nomeado comandante da Meia Esquadrilha da Mesopotâmia, a primeira unidade do recém-formado Australian Flying Corps a ver o serviço activo. Ele liderou a Meia Esquadrilha pelas Batalhas de Es Sinn e Ctesiphon, e também no Cerco de Kut. Pelas suas acções no Médio Oriente foi condecorado com a Ordem de Serviços Distintos, a Cruz Militar e quatro menções em despachos. Transferindo-se para a Real Força Aérea (RAF) como major em 1918, ele comandou o Esquadrão N.º 75 da RAF antes de se aposentar das forças armadas no ano seguinte.
Depois da guerra, Petre retomou a sua prática jurídica na Inglaterra e continuou a voar como recreação, tendo batido o recorde britânico de duração de planagem em 1931, com um tempo de quase três horas e meia, e mais tarde serviu como instrutor de planadores no Corpo de Treino Aéreo entre 1943 e 1948. Viria a falecer em 1962, aos 77 anos. Ele era casado com a piloto de corridas Kay Petre.

## Início de carreira
Henry Aloysius Petre (pronuncia-se "Peter") nasceu no dia 12 de junho de 1884 em Ingatestone, Essex. Ele era o filho de Sebastian Henry Petre e da sua esposa Catharine Sibeth. Descendente do 11º Barão de Petre, Henry estudou no Mount St Mary's College, em Chesterfield, antes de seguir o seu sogro e tornar-se advogado em 1905. Impressionado com o voo pioneiro através do canal de Louis Blériot em julho de 1909, Petre desistiu do seu escritório de advocacia, pediu 250 libras emprestadas e começou a construir o seu próprio avião, com a assistência do seu irmão Edward, um arquitecto. Depois de passar seis meses na sua construção, Petre sofreu um acidente com a aeronave no seu voo inaugural. Não tendo ficado ferido nem perdido a coragem, ele pediu emprestadas mais 25 libras, teve aulas de pilotagem no aeródromo de Brooklands em Surrey e obteve o Certificado de Aviador nº 128 do Royal Aero Club no dia 12 de setembro de 1911. Ele tornou-se um instrutor na Deperdussin School de Brooklands, e mais tarde veio a ser o seu director, antes de começar a trabalhar como designer e piloto na Handley Page Limited em 1912. Petre foi caracterizado pelo historiador oficial da Real Força Aérea Australiana Douglas Gillison como "calmo e académico por natureza", e tendo vindo de uma longa linhagem do clero católico, Petre foi apelidado de "Pedro, o Monge". Na véspera do Natal de 1912, Edward Petre, conhecido como "Pedro o Pintor", foi morto num acidente em Marske-by-the-Sea, Yorkshire, enquanto tentava voar de Brooklands para Edimburgo.

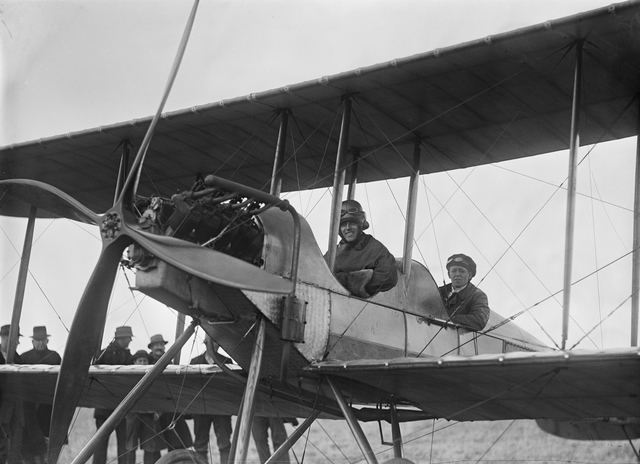
Tenentes Petre (à esquerda) e Harrison (à direita) num BE2 na Escola de Voo Central em Point Cook, 1914

Em dezembro de 1911, o Departamento de Defesa australiano havia publicitado no Reino Unido o recrutamento de "dois mecânicos e aviadores competentes" para estabelecer um corpo de aviação e uma escola. Entre cinquenta candidaturas, Petre foi escolhido e incorporado como tenente das Forças Militares Australianas, sendo nomeado no dia 6 de agosto de 1912, o que fez dele o primeiro piloto militar do país. O outro nomeado, Eric Harrison, juntou-se a ele mais tarde naquele ano. Petre chegou à Austrália em janeiro de 1913, sendo a sua primeira tarefa escolher um local para a proposta Escola de Voo Central (CFS), que ele deveria comandar. Depois de viajar centenas de quilómetros na sua moto e rejeitar a localização preferida do governo perto do Real Colégio Militar, Duntroon, em Camberra, ele seleccionou 297 hectares (730 acres) em Point Cook, Victoria, para se tornar, como o historiador da RAAF George Odgers descreveu, o "berço da aviação militar australiana".
Ao contrário do local alternativo perto de Duntroon, Point Cook era plano, perto da costa e não, nas próprias palavras de Petre, "isolado no mato". Ele e Harrison estabeleceram o CFS no ano seguinte com quatro mecânicos, três outros funcionários e cinco aeronaves, incluindo dois monoplanos Deperdussin, dois biplanos Royal Aircraft Factory B.E.2. e um Bristol Boxkite para o treino inicial. Harrison fez o primeiro voo da unidade no Boxkite no dia 1 de março de 1914, um domingo. Oito dias depois, Petre registou o primeiro acidente aéreo militar da Austrália, a bordo de um Deperdussin, ao tentar evitar os fios telefónicos durante a aterragem; ele escapou com hematomas, mas o avião ficou destruído. Petre foi padrinho de casamento de Harrison em junho. Com o seu círculo de pessoal sendo agora referido como Australian Flying Corps, o CFS iniciou o seu primeiro curso de pilotagem no dia 17 de agosto de 1914, duas semanas após a eclosão da Primeira Guerra Mundial. Os quatro alunos incluíam o capitão Thomas White e os tenentes Richard Williams, George Merz e David Manwell; Harrison foi responsável pelo treino inicial e Petre pela instrução avançada. Petre foi promovido a capitão, de modo a que sua patente fosse igual à de White. Em outubro, Petre presidiu à primeira reunião do Real Aero Clube Vitoriano, realizada em Point Cook.

## Primeira Guerra Mundial

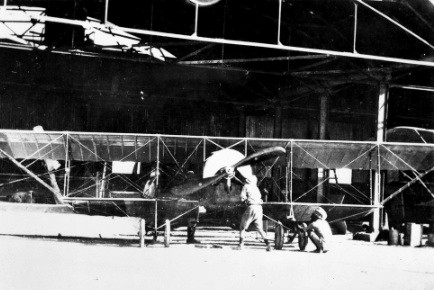
Caudron G.3 da Meia Esquadrilha da Mesopotâmia

No dia 8 de fevereiro de 1915, o governo australiano recebeu um pedido do governo britânico da Índia para assistência aérea na campanha contra os otomanos na Mesopotâmia. Havia tripulação aérea suficiente e pessoal de apoio disponível para apenas meia esquadrilha, então a unidade, a primeira da AFC a ver o serviço activo, ficou conhecida como a Meia Esquadrilha da Mesopotâmia. Petre foi nomeado oficial comandante da Meia Esquadrilha e embarcou para Basra via Bombaim em 14 de abril; mais tarde juntaram-se os outros pilotos como White, Merz e o tenente William Treloar, juntamente com trinta e sete pessoas de apoio.
Na Mesopotâmia, Petre foi obrigado a liderar o contingente da AFC em missões de reconhecimento e sabotagem, e teve que lidar com máquinas não confiáveis, terreno perigoso e com a possibilidade de encarceramento ou morte nas mãos de tribos hostis. De 31 de maio a 4 de junho de 1915, ele participou em operações na área de Amara, pelas quais é mencionado em despachos. A aeronave obsoleta fornecida pelo governo indiano, dois Maurice Farman Shorthorn e um Maurice Farman Longhorn, só eram capazes de atingir velocidades máximas de 50 mph (80 km/h), enquanto o vento do deserto (conhecido como shamal) pode chegar a 80 mph (129 km/h), o que significa que a aeronave muitas vezes não avançou ou foi simplesmente arrastada para trás. Em julho, o equipamento da Meia Esquadrilha foi aumentado com a incorporação de duas aeronaves Caudron G.3, uma melhoria marginal em relação aos Farman, mas ainda sujeito a falhas mecânicas. Mais tarde naquele mês, um dos Caudron foi forçado a aterrar em território inimigo. A sua tripulação, Merz e um oficial militar da Nova Zelândia, nunca mais foram vistos; mais tarde, foram relatados como tendo sido mortos por árabes após um tiroteio numa perseguição que se estendeu por vários quilómetros.

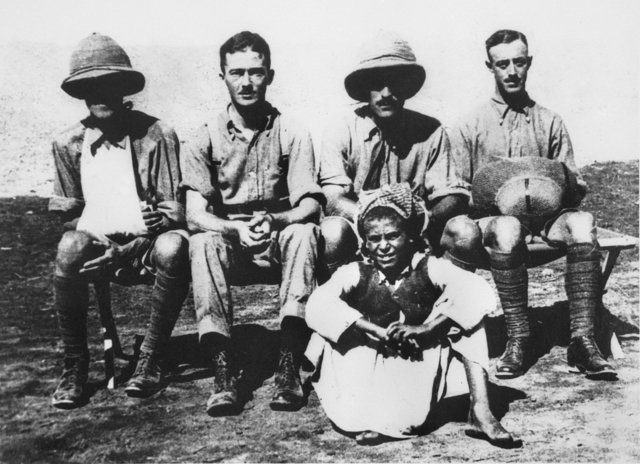
Capitão Petre (primeiro à esquerda), Capitão White (segundo à esquerda) e Tenente Merz (primeiro à direita) da Meia Esquadrilha da Mesopotâmia em Basra, julho de 1915

Em 24 de agosto de 1915, a Meia Esquadrilha foi reforçada por quatro Martinsyde S.1 e re-designada como Esquadrão N.º 30 do Real Corpo Aéreo (RFC). O esquadrão mudou-se para Kut após a captura da cidade pelos Aliados durante a Batalha de Es Sinn em setembro; pela sua prestação de serviço na operação, Petre foi novamente mencionado em despachos. Nos dois meses seguintes, tanto Treloar quanto White foram capturados e tornaram-se prisioneiros de guerra, deixando Petre como o único piloto remanescente da Meia Esquadrilha original. Por volta da época da Batalha de Ctesiphon em novembro, ele desenvolveu um instrumento em forma de um pequeno ancinho de jardim que lhe permitiu medir, com precisão, as distâncias do solo a partir do ar para mapear melhor o terreno do deserto. Durante o cerco de Kut entre dezembro de 1915 e abril de 1916, ele voou uma série de missões usando pára-quedas para lançar mantimentos de grãos a partir do ar (e uma pedra de moagem), suprimentos médicos e equipamentos para a guarnição da cidade, que incluía nove mecânicos da AFC.
Petre foi condecorado com a Cruz Militar no dia 14 de janeiro de 1916, e foi mencionado em despachos mais duas vezes ao longo do ano. Em maio de 1916, ele contraiu febre tifóide e foi enviado para a Índia para se recuperar. Ele foi retirado do Esquadrão N.º 30 em dezembro, e foi premiado com a Ordem de Serviços Distintos no mesmo mês. Em fevereiro de 1917, ele foi enviado para a França com o Esquadrão N.º 15 do RFC, uma unidade de reconhecimento operando aeronaves B.E.2. Dois meses depois o seu irmão mais novo, John, comandante de esquadrão do Real Serviço Aeronaval e condecorado com a Cruz de Serviços Distintos, morreu num acidente aéreo. Petre posteriormente retornou à Inglaterra e assumiu o comando do Esquadrão N.º 5 da AFC (também conhecido como Esquadrão N.º 29 do RFC), uma unidade de treino para pilotos de caça australianos, especialmente aqueles destinados ao teatro da Palestina. Ele esperava comandar o Esquadrão N.º 1 da AFC na Palestina, mas recebeu um relatório adverso sobre as suas habilidades de liderança, e a posição de comando foi entregue a Williams. Petre foi dispensado da AFC como major no dia 31 de janeiro de 1918 para assumir uma comissão com a RFC. Em abril daquele ano, ele foi transferido para a recém-formada Real Força Aérea, estabelecendo e comandando o Esquadrão N.º 75 da RAF.

## Pós-guerra e legado

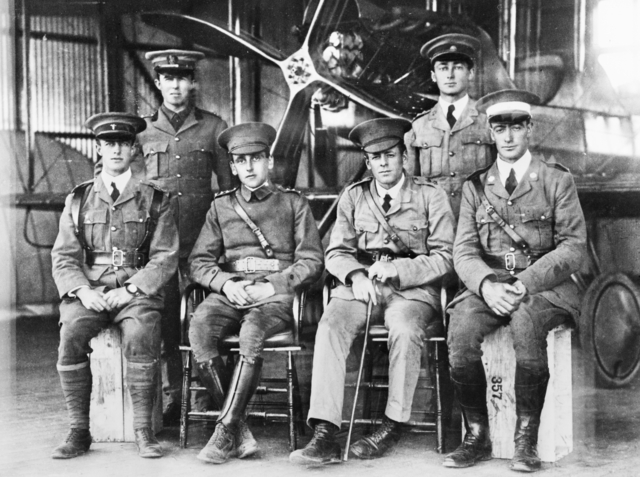
Instrutores e alunos do primeiro curso CFS em Point Cook em 1914: Richard Williams e Thomas White (última fila); George Merz, Henry Petre, Eric Harrison e David Manwell (primeira fila)

Petre aposentou-se da RAF no dia 15 de Setembro de 1919, e retomou a prática de advocacia em Londres. Ele casou-se com Kathleen Defries, uma canadiana, em 1929. Petre levou Kathleen para o mundo dos carros de corrida e, como Kay Petre, ela viria a tornar-se numa das maiores pilotos britânicas da década de 1930. Henry Petre manteve o seu interesse pela aviação pelo resto da sua vida, voando em competições de planadores e, de acordo com o historiador Alan Stephens, mais de trinta anos após o seu primeiro voo em 1911 ainda gostava de "dar uma volta num Auster". Petre quebrou o recorde britânico de duração de planagem em 1931, com um tempo de quase três horas e meia, e serviu como instrutor de planadores no Corpo de Treino Aéreo entre 1943 e 1948. Em 1951, ele recebeu a Medalha de Prata do Royal Aero Club pelo seu longo histórico na aviação. Ele visitou a Austrália pela primeira vez em 45 anos em 1961 e foi fotografado sentado na cabine do mesmo Deperdussin - então uma exposição no Museu da RAAF - que ele havia pilotado em Point Cook em 1914. Tendo-se aposentado da sua prática jurídica em 1958, Petre morreu em Londres em 24 de abril de 1962, e deixou Kay, que morreu em 1994. O casal não teve filhos.
Numa retrospectiva na RAAF em novembro de 1939, a revista Flight descreveu Henry Petre e Eric Harrison como "os pais da aviação militar na Austrália". O obituário de Petre no The Times chamou-o de "um pioneiro da aviação que fundou o Australian Flying Corps". Embora Harrison, através da sua associação mais longa com o serviço australiano, tenha servido como membro fundador da Real Força Aérea Australiana em 1921 e ao longo da sua carreira até ao final da Segunda Guerra Mundial e fosse geralmente considerado o "Pai da RAAF" até que o marechal do ar Richard Williams assumiu esse estandarte, Douglas Gillison considerou Petre "igualmente autorizado" a tal elogio. No seu volume Air Force for The Australian Centenary History of Defence em 2001, Alan Stephens observou que Petre fez "a maior contribuição para o estabelecimento de Point Cook e da Escola de Voo Central", concluindo que "talvez qualquer julgamento não seria apenas discutível, mas também gratuito, pois por circunstância e realização ambos os homens pertencem propriamente ao panteão da RAAF".